# Eisenbahnunfall von Oerlikon

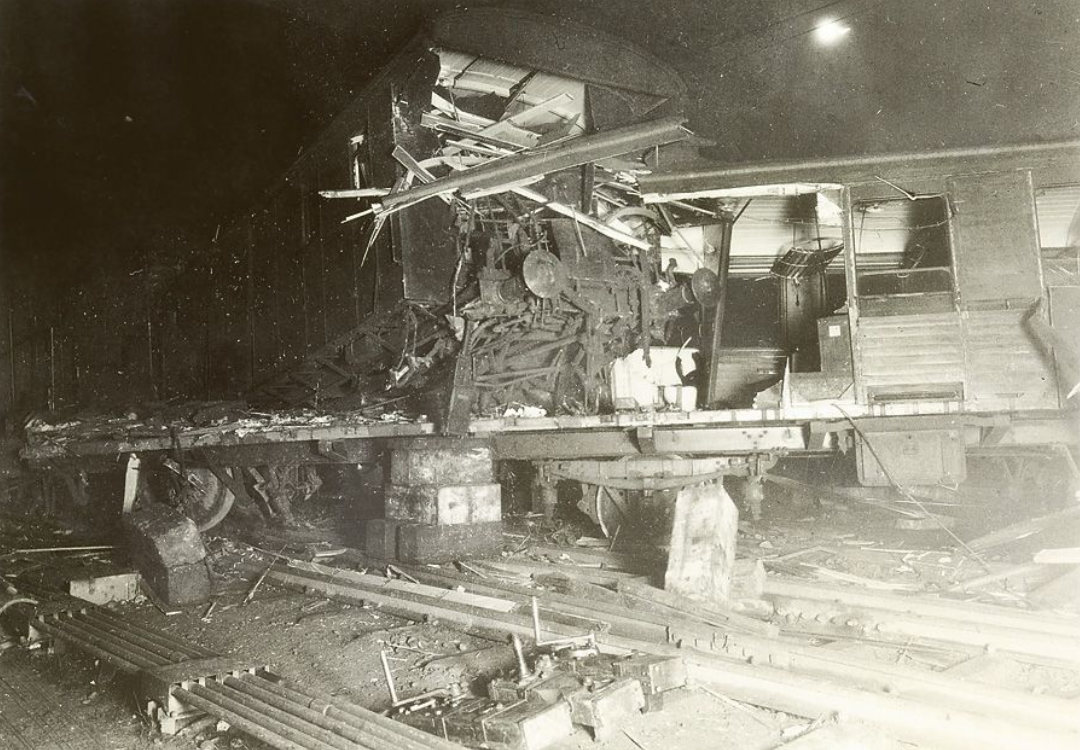
Die zerstörten Eisenbahnwagen des Eilzugs
(Quelle: Staatsarchiv des Kantons Zürich)

Bei dem Eisenbahnunfall von Oerlikon stiess am 17. Dezember 1932 im Zürcher Vorort Oerlikon ein Personenzug mit einer Dampflokomotive zusammen. Fünf Menschen starben und 55 wurden verletzt.

## Unfallhergang

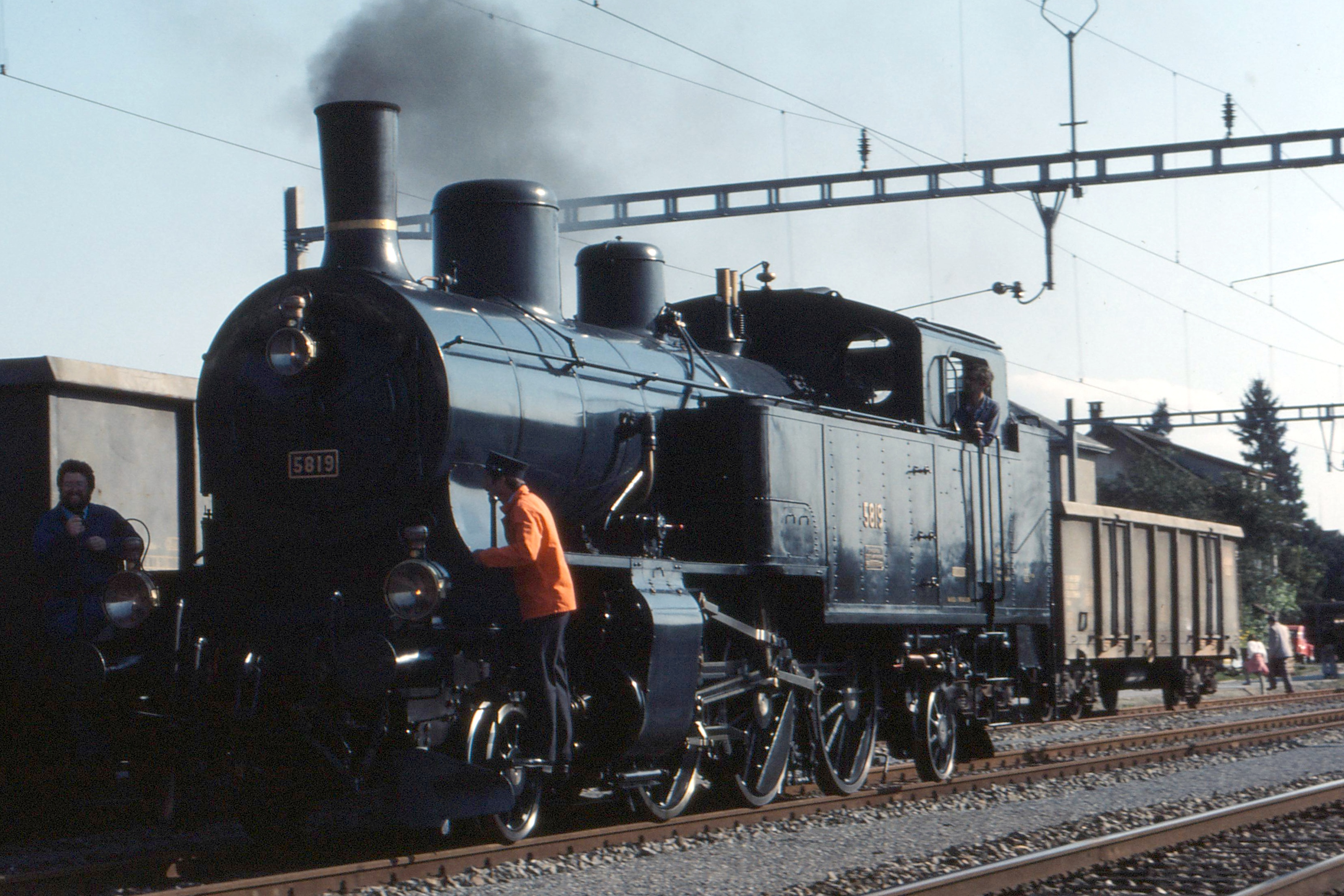
Eine Dampflokomotive des am Unfall beteiligten Typs Eb 3/5

Kurz vor 18 Uhr am Samstag, 17. Dezember 1932 fuhr der elektrische Eilzug von Zürich nach Uster-Rapperswil in den Bahnhof Oerlikon ein. Im dichten Nebel stiess er im Bereich der Regensbergbrücke fast ungebremst, mit ca. 75 km/h, von hinten mit einer stehenden Dampflokomotive des Typs Eb 3/5 zusammen.
Beim Aufprall riss die Kupplung zwischen der Elektrolokomotive und dem Gepäckwagen. Die Wucht des Aufpralls stiess die beiden ineinander verkeilten Loks fast bis vor das Oerliker Stationsgebäude.
Der Gepäckwagen hinter der Lokomotive verkeilte sich mit dem folgenden Drittklasswagen, in dem vier Fahrgäste ums Leben kamen. Das fünfte Todesopfer war der Heizer der Dampflokomotive, der durch den Aufprall vor die offene Tür der Feuerung geworfen wurde, von glühenden Kohlen bedeckt wurde und verbrannte. Im Eilzug wurden zudem 18 Personen schwer und 37 leicht verletzt, darunter viele Schüler der Landwirtschaftlichen Winterschule Wetzikon.
Die spätere Untersuchung ergab, dass die rangierende Dampflokomotive zwölf Minuten lang auf dem für den Eilzug vorgesehenen Gleis gestanden hatte. Der Stellwerksbeamte, der eine Weiche für ihre Weiterfahrt hätte umstellen müssen, sah die 50 Meter von ihm entfernte Lokomotive im dichten Nebel nicht und hörte auch ihr Pfeifsignal nicht. Die Funktion des „Piloten“, der früher beim Rangieren mitfuhr und das Stellwerk hätte alarmieren können, war kurz vor dem Unfall aus Kostengründen abgeschafft worden.

## Aufarbeitung
Vier Stunden nach dem Unglück vertrieb die NZZ ein Extrablatt. In einer Sonderausgabe am Sonntag nannte sie alle Getöteten und Verletzten samt Wohnort und Art der Verwundung. Nachdem die kommunistische Zeitung „Kämpfer“ das Unglück auf Sparmassnahmen der Eisenbahn zurückführte, wurde sie von der NZZ als „verantwortungslose Hetzer im Solde Moskaus“ beschimpft.
Das Strafverfahren endete am 25. September 1934 mit einem Freispruch der drei angeklagten subalternen Eisenbahnangestellten. Das Gericht begründete den Freispruch des Stellwerksbeamten damit, dass sein Chef, der Bahnhofvorstand von Oerlikon, nicht angeklagt und nicht einmal einvernommen wurde. Dieser hatte das Rangiermanöver der Dampflokomotive angeordnet, es aber weder überwacht noch jemanden darüber informiert. Darin erkannte das Gericht das „einzig menschliche Verschulden“, das zum Unfall führte.
Die damalige Öffentlichkeit war mit den Freisprüchen zufrieden. Rückblickend, im Jahr 2012, bewertete die NZZ den Umstand, dass der Bahnhofvorstand als Hauptverantwortlicher nicht angeklagt wurde, dagegen als skandalös.

## Beteiligte Fahrzeuge
Der Eilzug war mit der Ae 3/6 I Nr. 10640 bespannt, und die Dampflokomotive war die Eb 3/5 Nr. 5831. Beide schwer beschädigten Lokomotiven wurden wieder hergerichtet und nicht ausrangiert.